# رقوءة بيكارية
رقوءة بيكارية (الاسم العلمي:Ischaemum beccarii) هي نوع من النباتات يتبع جنس الرقوءة من الفصيلة النجيلية.
سمي هذا النوع نسبةً إلى عالم النبات الإيطالي أدواردو بيكاري.